# Burundi i olympiska sommarspelen 2004
Burundi i olympiska sommarspelen 2004 bestod av idrottare som blivit uttagna av Burundis olympiska kommitté.

## Friidrott
Herrar
Bana, maraton och gång
| Idrottare              | Gren      | Heat     | Heat      | Kvartsfinal | Kvartsfinal | Semifinal        | Semifinal        | Final            | Final            |
| Idrottare              | Gren      | Resultat | Placering | Resultat    | Placering   | Resultat         | Placering        | Resultat         | Placering        |
| ---------------------- | --------- | -------- | --------- | ----------- | ----------- | ---------------- | ---------------- | ---------------- | ---------------- |
| Arthémon Hatungimana   | 800 meter | 1:46.35  | 4         | i.u.        | i.u.        | Gick inte vidare | Gick inte vidare | Gick inte vidare | Gick inte vidare |
| Jean-Patrick Nduwimana | 800 meter | 1:45.38  | 3 q       | i.u.        | i.u.        | 1:46.15          | 5                | Gick inte vidare | Gick inte vidare |
| Jean-Paul Gahimbaré    | Maraton   | i.u.     | i.u.      | i.u.        | i.u.        | i.u.             | i.u.             | DNF              | x                |
| Joachim Nshimirimana   | Maraton   | i.u.     | i.u.      | i.u.        | i.u.        | i.u.             | i.u.             | 2:19:31          | 32               |

Damer
Bana, maraton och gång
| Idrottare             | Gren        | Heat     | Heat      | Kvartsfinal | Kvartsfinal | Semifinal | Semifinal | Final            | Final            |
| Idrottare             | Gren        | Resultat | Placering | Resultat    | Placering   | Resultat  | Placering | Resultat         | Placering        |
| --------------------- | ----------- | -------- | --------- | ----------- | ----------- | --------- | --------- | ---------------- | ---------------- |
| Francine Niyonizigiye | 5 000 meter | 17:21.27 | 19        | i.u.        | i.u.        | i.u.      | i.u.      | Gick inte vidare | Gick inte vidare |